# Unione Sportiva Ragusa 1979-1980
Questa voce raccoglie le informazioni riguardanti l'Unione Sportiva Ragusa nelle competizioni ufficiali della stagione 1979-1980.
| N. |                   | Ruolo | Calciatore          |
| -- | ----------------- | ----- | ------------------- |
|    | Italia (bandiera) | D     | Vito Calisti        |
|    | Italia (bandiera) | P     | Vincenzo Caruso     |
|    | Italia (bandiera) | A     | Carmelo Cassarino   |
|    | Italia (bandiera) | A     | Ezio Castellucci    |
|    | Italia (bandiera) | C     | Roberto Culotti     |
|    | Italia (bandiera) | D     | Salvatore Guastella |
|    | Italia (bandiera) | C     | Nicola Labrocca     |
|    | Italia (bandiera) |       | La Rosa             |
|    | Italia (bandiera) | C     | Luigi Massimilla    |
|    | Italia (bandiera) | P     | Maurizio Mazza      |
|    | Italia (bandiera) | C     | Carmelo Messina     |
|    | Italia (bandiera) | C     | Teodoro Messina     |

| N. |                   | Ruolo | Calciatore           |
| -- | ----------------- | ----- | -------------------- |
|    | Italia (bandiera) | D     | Carmelo Migliore     |
|    | Italia (bandiera) | A     | Ottavio Moscatiello  |
|    | Italia (bandiera) | C     | Giovanni Occhipinti  |
|    | Italia (bandiera) | A     | Vincenzo Patania     |
|    | Italia (bandiera) | D     | Rosario Picone       |
|    | Italia (bandiera) | D     | Giuseppe Puma        |
|    | Italia (bandiera) | C     | Bartolo Scalone (II) |
|    | Italia (bandiera) | D     | Carmelo Scalone (I)  |
|    | Italia (bandiera) | D     | Vincenzo Scrofani    |
|    | Italia (bandiera) | A     | Francesco Sortino    |
|    | Italia (bandiera) | D     | Rosario Spadaro      |